# Прапор Гента
Прапор Гента базується на гербі Гента, тому складається з чорного із білим левом, червоним язиком, жовтими пазурами, короною та нашийником, нашийник із жовтим хрестом. Прапор було затверджено міністерським рішенням 9 жовтня 1990 року та офіційно вручено східнофламандському місту Гент лише 25 вересня 1991 року.

Офіційно прапор описується так:
Чорний з білим левом, червоний язик, жовті кігті, корона і нашийник, нашийник з жовтим хрестом.
Герб міста заснований на гербі Фландрії, де можна знайти чорного лева на жовтому тлі.

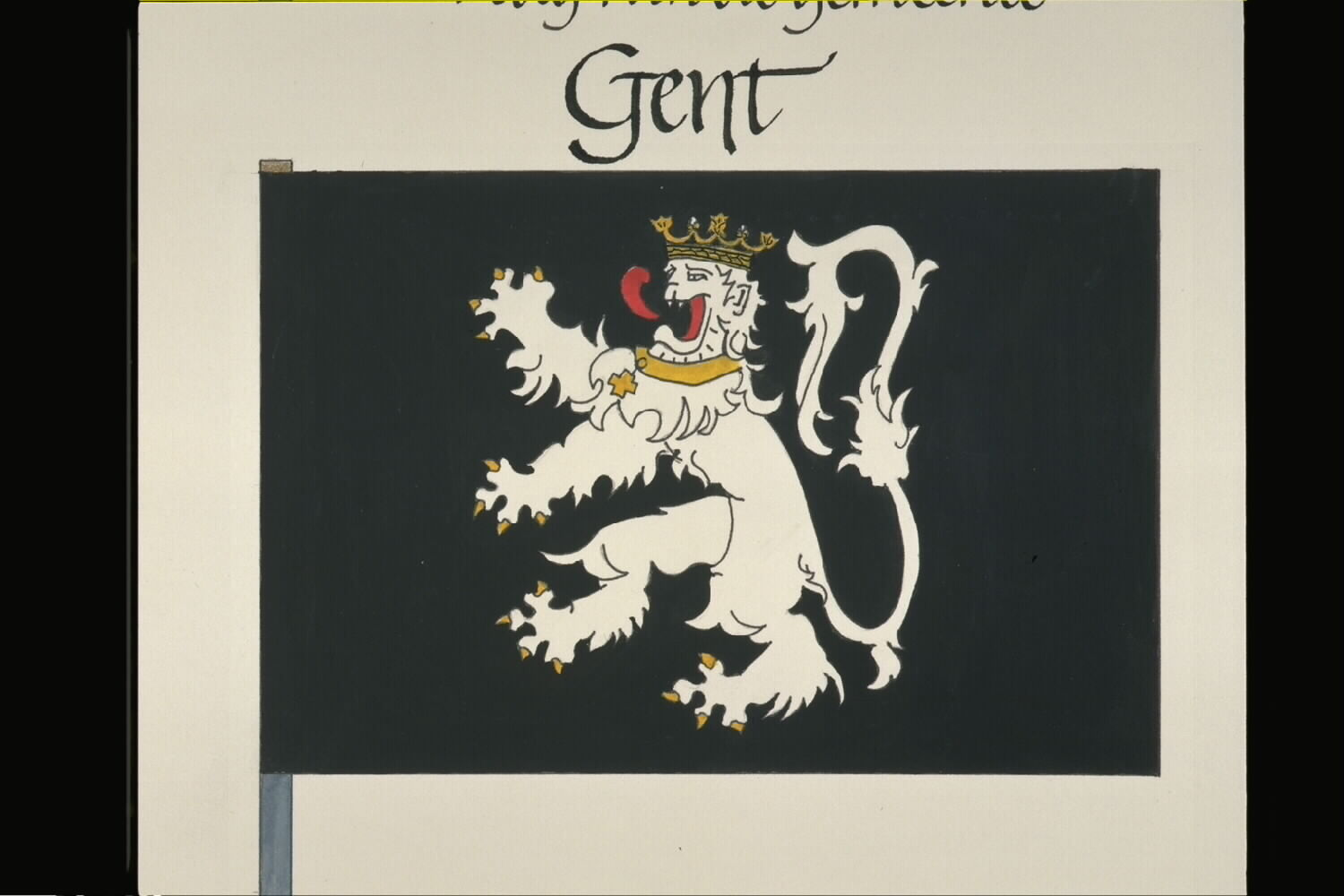
Офіційний малюнок прапора
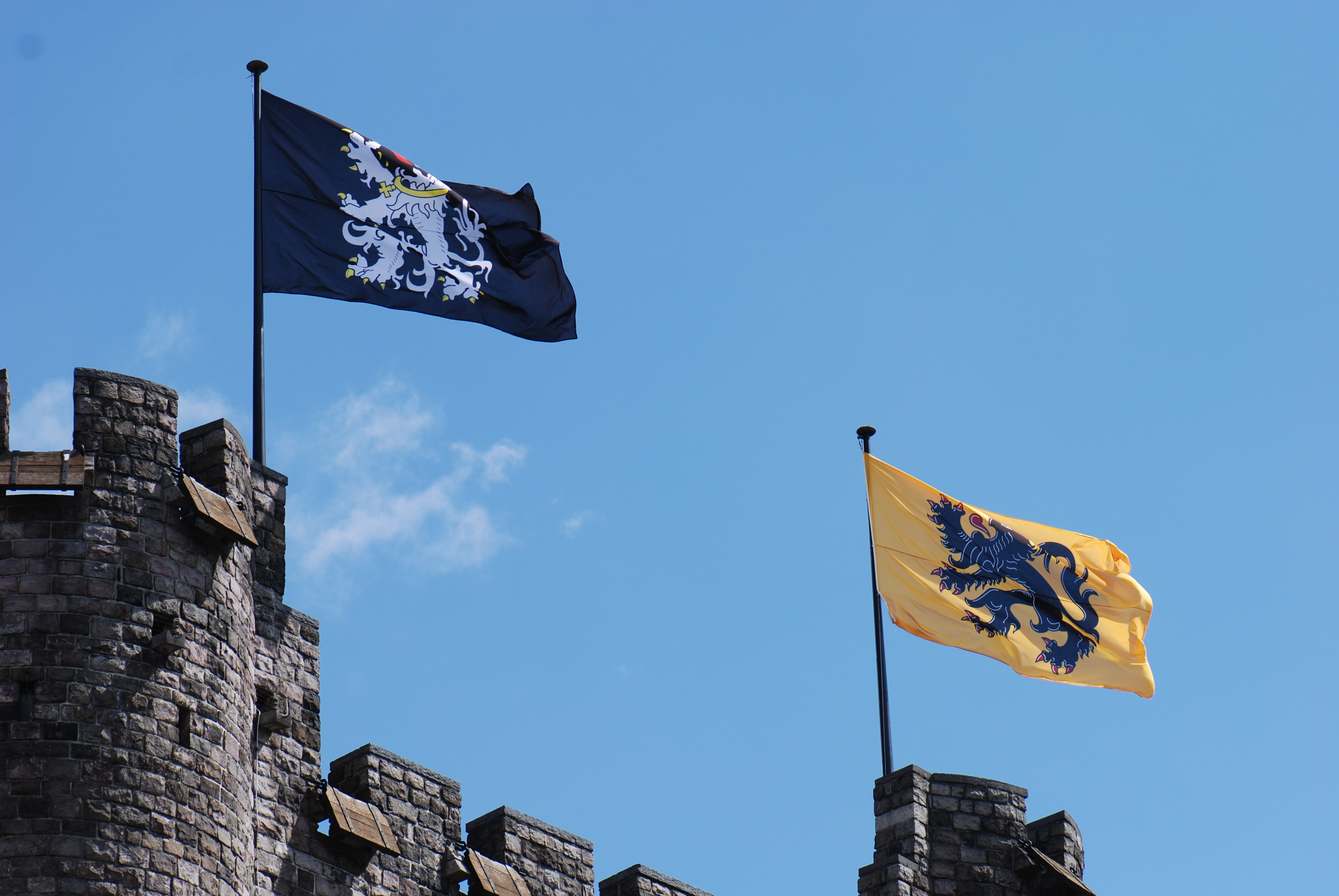
Прапори Гента (ліворуч) і Фландрії майорили на Гравенстін. На міському прапорі Гента зображено лева з більш раннім малюнком, ніж на фламандському прапорі.
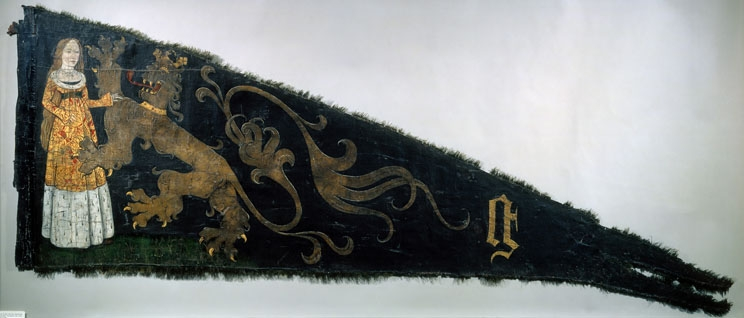
Гентська діва з левом. Прапор міста Гент, приписуваний Ван ден Боше. 1481–82.